# Maliseets
Els maliseets són una tribu algonquina de la confederació abnaki, el nom de la qual prové del micmac "maliseets" "parla trencada", o bé de "mahnesheets" "parla lenta".

## Localització
Antigament ocupaven Maine i la vall de Saint John, a Nova Brunswick. Actualment viuen a la reserva Whitwarth de Quebec, a Houlton (Maine) de 800 acres i a algunes reserves de Nova Brunswick (St. Mary’s, Oromocto, Madawaska, Tobique i Woodstock).

## Demografia
El 1884 eren uns 767 indis, d'ells 584 a Nova Brunswick, i el 1904 augmentaren a 805, d'ells 702 a Nova Brusnvic i 103 al Quebec. El 1909 eren 850. El 1990 hi havia 469 a Quebec, 3.300 a Nova Brunswick i un nombre indeterminat enter la Houlton Band of Maliseets de Maine. Només un miler, però, parlaven la llengua.
Segons dades de la BIA del 1995, a la reserva Houlton Band of Maliseets hi havia 331 habitants (582 al rol tribal).
Segons el cens dels EUA del 2000, hi havia 905 maliseets purs, 45 barrejats amb altres tribus, 345 barrejats amb altres races i 29 barrejats amb altres races i altres tribus; en total, 1.324 individus.
Al Canadà, hi havia 5.383 a les reserves de Nova Brunswick com St. Mary’s (1.238 individus), Oromocto (480 habitants), Madawaska (228 habitants), Tobique (1.851 habitants), Kingsclear (806 habitants) i Woodstock (780 habitants). Al Quebec hi havia 742 a les reserves Cacouna et Whitworth. En total, hi ha 6.125 al Canadà, i en total hi ha 7.449 maliseets.

## Costums
Eren relacionats lingüísticament amb els passamakoddy, es dedicaven al conreu del moresc, a la cacera i a la pesca. Vivien en wigwams d'escorça d'arbre i feien eines, estris i arpons de fusta.
Tenien un Consell Tribal amb un cabdill guerrer, un cabdill civil i els representants de cada família, que decidien les qüestions generals, i un consell de tota la tribu que decidia en els afers guerrers.

## Història
El 1604 foren visitats per Samuel de Champlain, i cap al 1611 ja foren evangelitzats pel p. Biard, i el 1677 per Morain. D'aquesta manera, cap al 1688 es va construir al seu territori la missió francesa de Medoctec.
A començaments del segle xviii els francesos construïren a la seva terra Fort La Tour, centre de la tribu, on van aprendre l'ús de les armes de foc i alguns francesos s'hi mestissaren.
Això provocaria les hostilitats dels britànics i llurs aliats iroquesos, raó per la qual hagueren de participar en la Guerra de Dumner del 1724 i a les altres guerres dels abnaki.
Cap al 1776 marxaren a la vall del Saint Laurent, però el 1856 foren reduïts pel govern canadenc a la vall de Tobique.